# Lamprolepida
Lamprolepida är ett släkte av fjärilar. Lamprolepida ingår i familjen snigelspinnare.
Kladogram enligt Catalogue of Life:
| Lamprolepida | \| \| Lamprolepida chrysochroa \| \| \| \| \| \| Lamprolepida euchrysa \| \| \| \| |
|              | \| \| Lamprolepida chrysochroa \| \| \| \| \| \| Lamprolepida euchrysa \| \| \| \| |
|              | Lamprolepida chrysochroa                                                           |
|              |                                                                                    |
|              | Lamprolepida euchrysa                                                              |
|              |                                                                                    |